# Nares-Straße
Die Nares-Straße (dänisch Nares Strædet, englisch Nares Strait) ist eine Wasserstraße zwischen Ellesmere Island (der nördlichste Teil Nunavuts, Kanada) und Grönland. Sie verbindet die Baffin Bay, ein Randmeer des Atlantischen Ozeans, mit der Lincolnsee im Arktischen Ozean.

## Geographie
Von Süden nach Norden besteht die Straße aus dem Smithsund, dem Kane-Becken, dem Kennedy-Kanal, dem Hall-Becken und dem Robeson-Kanal. Die größten Inseln in der Wasserstraße sind Pim Island im Smithsund und Franklin Ø im Kennedy-Kanal. Die kleine Hans-Insel ist zwischen Grönland und Kanada geteilt.
Packeis und eine starke Strömung aus dem Arktischen in den Atlantischen Ozean machen die Straße und benachbarte Gewässer riskant für die Schifffahrt. Im August jedoch ist sie für Eisbrecher befahrbar. Vor 1948 wurden lediglich fünf Schiffe registriert, die die Straße erfolgreich befahren hatten.

## Name
Dänemark und Kanada erkannten 1964 die Benennung der Straße nach dem britischen Seefahrer, Admiral und Polarforscher George Nares offiziell an. Nares hatte die Straße bei einer Expedition in den Jahren 1875 und 1876 als Erster in voller Länge durchfahren und die Theorie vom eisfreien Nordpolarmeer widerlegt.